# Bernarda Alba
Bernarda Alba è un musical con colonna sonore, versi e libretto di Michael John LaChiusa basato sul dramma di Federico García Lorca La casa di Bernarda Alba. Il musical ha debuttato al Lincoln Center di New York il 6 marzo 2006 ed è rimasta in scena fino al 9 aprile dello stesso anno.

## Trama
Bernarda Alba, appena rimasta vedova del secondo marito, costringe la madre e le cinque figlie Angustias, Magdalena, Amalia, Martirio e Adela al lutto stretto e a non uscire mai di casa, con l'unica eccezione di Angustias, la figlia di primo letto fidanzata con il bel Pepe il Romano. Le cinque figlie vengono presentate ognuna con una propria canzone e si scopre che Adela è segretamente innamorata e ha una relazione con il promesso sposo della sorella maggiore - interessato a lei solo in quanto ricca ereditiera. Martirio scopre la relazione e la svela alla madre che, infuriata, annuncia alle figlie di aver ucciso Pepe il Romano. È solo una menzogna, ma tanto basta per spingere Adela al suicidio. Quando le donne riescono finalmente ad irrompere nella stanza di Adela e trovano il suo cadavere, Bernarda Alba proclama che la figlia è morta vergine e che come tale deve essere sepolta.

## Brani musicali
- Prologo - Poncia e le donne
- The Funeral - Bernarda e le donne
- On the Day That I Marry - Cameriera, Bernarda, Poncia e serva
- Bernarda's Prayer - Bernarda
- Love, Let Me Sing You - Amelia, Martirio, Magdalena, Adela e serva
- Let Me Go to the Sea - Maria Josepha e donne
- Magdalena - Magdalena
- Angustias - Angustias
- Amelia - Amelia, cameriera e serva
- Martirio - Martirio
- Adela - Adela e figlie
- I Will Dream of What I Saw - Donne
- Poncia - Poncia
- Librada's Daughter - Bernarda e donne
- One Moorish Girl - Cameriera, Serva e Poncia
- The Smallest Stream - Bernarda
- The Mare and the Stallion - Figlie
- Lullaby - Maria Josepha
- Open the Door - Adela e donne
- Finale - Bernarda